# Club Esportiu Lleida Llista Blava
Actualités
Le Club Esportiu Lleida Llista Blava ou CE Lleida est un club espagnol de rink hockey de la ville de Lérida en Espagne, dans la communauté autonome de Catalogne. Il fut fondé en 1951 et évolue au sein du championnat de OK Liga.

## Histoire
Le Club Esportiu Lleida Llista Blava est un club sportif de Lérida qui se consacre à la pratique du rink hockey. Le 6 avril 1951, un groupe de dix amis de Lleida fondèrent le club au liseret bleu. Ramon Barrufet, premier membre, fut élu premier président. Un mois plus tard, le club disputa son premier match de football face à son voisin d'Alcoletge. Mais, le CE Lleida abandonnera le football et se concentrer sur le rink hockey. Une section patinage artistique s'ajoutera par la suite. Le 23 septembre 1951, la présidence changea de main, pour être dans celle de Manolo Fregola Suñé. Le même jour, la salle de Cervantes fut inaugurée et devient alors la scène de la première saison sportive des liserés bleus et du rink hockey à Lérida.
Les premiers entraînements avaient lieu sur la terrasse d'été de la villa des Camps Elisis et le premier match a été disputé lors des Borges Blanques avec une victoire sur le CP Igualada sur le score de 6 à 4. Le début du club dans le monde du sport fut donc idéal, et ainsi tous les fondateurs furent encouragés de poursuivre l'aventure.
Au mois de septembre de l'année inaugurale, le club pu avoir une salle dans sa propre ville. La légendaire salle de Cervantes venait de s'ouvrir dans les hauteurs de Lérida. C'était une piste découverte qui a été le foyer du club en 1951-1952 et 1961-1965. C'est aussi à cette époque que le président s'associa avec un second partenaire, Manel Fregola, pour jouer dans un établissement qui est aujourd'hui l'actuel centre commercial.
Le club a toujours utilisé la salle qui est la propriété de la municipalité. Pour les supporters, le nom de la salle a été connu sous l'appellation de la salle Frontó (1952), el velòdrom (1966), la Bordeta (1983) et désormais, l’Onze de Setembre (2002). Entre la fermeture de Cervantes et avant d'être en mesure de se rendre au velòdrom, il a fallu sortir de la ville et la salle prêtée avec courtoisie par le Juneda HC. Il existe des photos qui montrent ce terrain et ses caractéristiques, qui avait une capacité de 1800 spectateurs.
En 1952, la salle est transférée au Frontó Lleida, avec une capacité d’accueil de 1800 places. Le président était Josep Barahona Canela.
Le 8 décembre 1955, le premier match international de rink hockey à Lérida s'est disputé. Les sélections nationales juniors espagnoles et françaises se sont opposés avec dans les rangs espagnols, Betbesé. Il fut le premier joueur de rink hockey international de Lérida. Le président était Antoni Torres Álvarez.
La saison 1956-1957 des liserets bleus a débuté en 1re division et s'est terminé à la quatrième place. Le club s'est maintenu dans ce championnat jusqu'à la saison 1959-1960. La descente en 1960 a provoqué une crise dans le conseil d'administration. Ramon Barrufet revint à la présidence après un bref mandat de Joan Burballa. Après seulement une saison, l'équipe est revenu en Divisió d'Honor. Cette même année, les installations sportives du Frontó Lleida disparurent et le club aux liserets bleus se vit obligé de rejouer sur la piste à ciel ouvert de Cervantes. Ceci a eu pour conséquence de voir une baisse importante du nombre de spectateurs présents aux matchs. Le manque de moyens et de motivation a eu pour conséquence que l'équipe a dû disputer les barrages de relégation. Elle perdit ce tournoi et descendit en catégorie.
Lleida a réussi à revenir parmi les grands, au plus haut niveau, après seulement une année. L'équipe a été proclamé championne de Catalogne de 2e division, puis championne d'Espagne après la finale disputée à Oviedo. Une caravane de voitures qui venait d'Alcarràs a donné un bon accueil aux champions. En 1963, le club remporta pour la deuxième fois le championnat de 2e division et s'est retrouvé au plus haut niveau national.
En 1966, Lleida est de nouveau relégué dans la catégorie inférieure. Cette année, elle a également commencé à jouer au velòdrom del Camp d'Esports. Le président était Josep Estiarte.
En 1973, l'équipe remporta son troisième titre de champion d'Espagne. Le pénalty transformé par le charismatique Josep Maria Roy, pratiquement à la fin du match, a permis l'ascension en 1re division. Le nouveau président était Josep Gual Pí.
En 1983, Lleida fit ses débuts dans la salle couverte de Bordeta, après avoir joué dix-sept ans sur la piste découverte de la rue d'Osca. Antoni Prim Perot était le président depuis 1980.
En 1987, Lleida descendit jusqu'au championnat régional. L’infatigable Manolo Solís, qui avaient été durant 27 ans l'entraineur de l'équipe, quitta le banc de touche et devint le secrétaire général du club.
À nouveau en 1991, Lleida est remonté en 1re division catalane, après avoir été proclamé champion de la 2e division. Le club débuta alors une période de succès et de changement, sous la présidence de Joan Picanyol i Tarrès.
Lluís Martínez-Ribes devint président du club en 1993. Cette année-là, le nom official du club va être modifié. Il va être "catalanisé" pour devenir Lleida Llista Blava. Le nouveau président a lancé un programme ambitieux de restructuration visant à placer le club dans l'élite mondiale du rink hockey.
En 1996, la première Gran Patinada de Lleida est organisée pour célébrer le 45e anniversaire du club. L'équipe première parvint à accéder à la OK Liga, après avoir terminé à la 3e place du championnat.
Lors de la saison 1999-2000, le Lleida Llista continue toujours son aventure en OK Liga, avec dans ses buts Juanjo Ariza, Octavi Tarrés et Josep Mª Real, et avec comme joueur de champ Josep Mª Badía, Roger Bosch Joan Carles Colàs, Jordi Casasus, Xavier Gimeno, Javier Jofre, Juanjo Minguella, Francesc Monclús, Eugeni Navarro, Ricard Poch, Lluís Rodero et Xavier Roy.
Le club est proclamé champion de 1re division en 2000 après avoir brillamment accéder à la Gran Patinada, six journées avant la fin de la saison et sans perdre le moindre match. Le dimanche 2 avril, la montée est fêtée dans la salle de Cerdanyola, avec le soutien de plus de 600 spectateurs.

## Palmares
- Coupe CERS  vainqueur : 2018
- Coupe CERS  finaliste : 2003